# Perwenitz

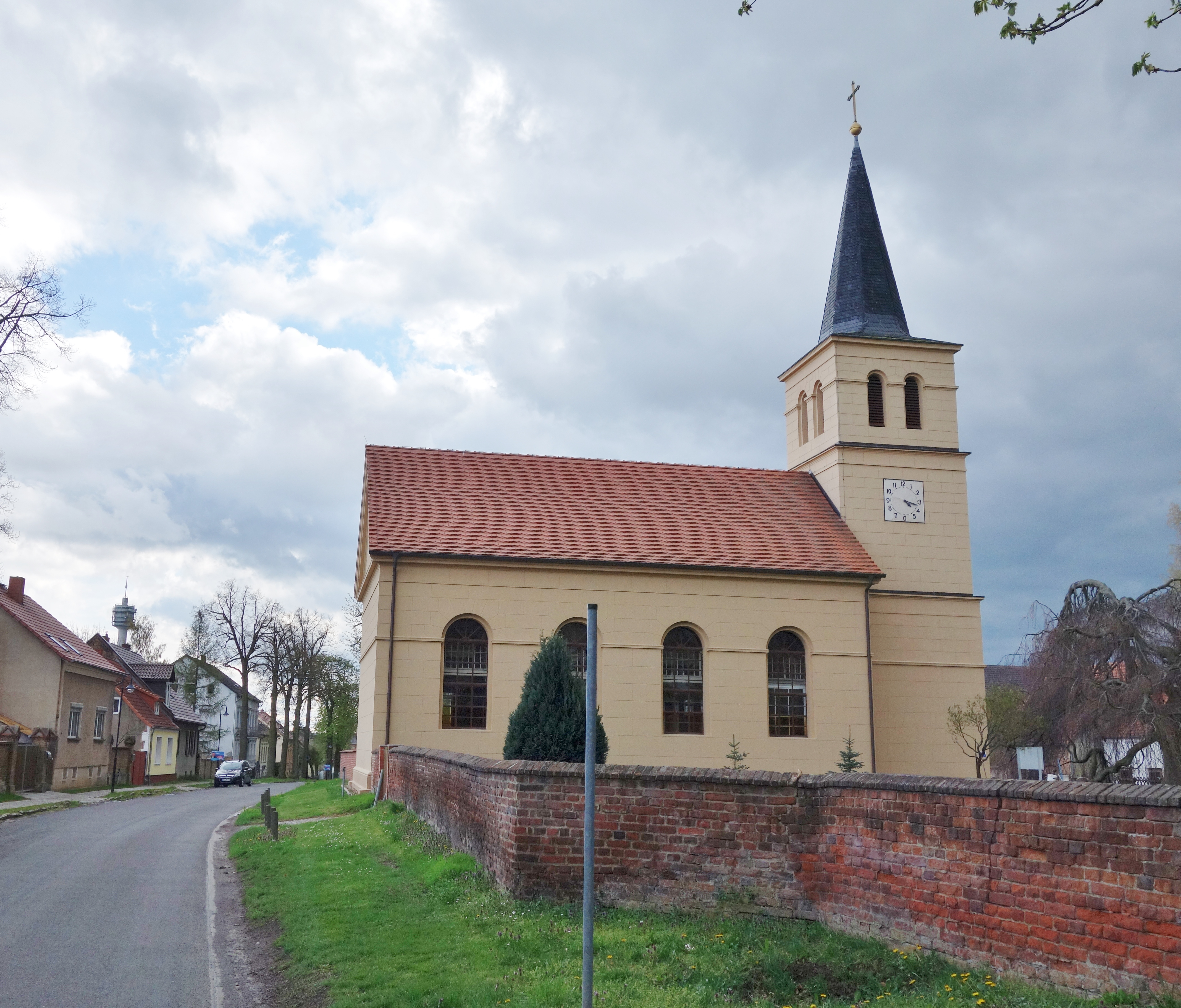
Dorfkirche Perwenitz

Perwenitz ist ein Ortsteil der Gemeinde Schönwalde-Glien im Osten des Landkreises Havelland im Land Brandenburg. Bis zum 26. Oktober 2003 war Perwenitz eine eigenständige Gemeinde, die vom Amt Schönwalde-Glien verwaltet wurde.

## Lage
Perwenitz ist Teil des Ländchens Glien, einer Hochfläche nordwestlich von Berlin. Der Ort liegt etwa 30 Kilometer nordwestlich des Berliner Stadtzentrums, weitere Städte in der Umgebung sind Falkensee etwa zehn Kilometer südöstlich, Nauen etwa zehn Kilometer südwestlich und Oranienburg etwa 19 Kilometer Luftlinie nordwestlich. Nördlich von Perwenitz schließt sich das Waldgebiet Krämer an. Umliegende Ortschaften sind die zur Gemeinde Oberkrämer im Landkreis Oberhavel gehörenden Ortsteile Neu-Vehlefanz im Norden und Oberkrämer im Nordosten, Schönwalde-Dorf im Osten, der Falkenseer Ortsteil Waldheim im Südosten, Brieselang im Süden, Paaren im Glien im Westen sowie Grünefeld im Nordwesten.

## Geschichte
Der Name Perwenitz taucht erstmals im Jahr 1248 in Form des Personennamens Danieli et Eberhardo Parwenitz auf, der Ort wurde erstmals im Jahr 1421 unter dem Namen Paruenitz erwähnt. Der Ortsname stammt aus dem Slawischen und ist von dem Namen eines ehemaligen Dorfbesitzers abgeleitet. Darauf deutet die Endung -itz hin, die bei slawischen Ortsnamen die Zugehörigkeit zu einer bestimmten Person anzeigt.
Historisch gehörte Perwenitz zunächst zum Havelländischen Kreis, aus diesem bildete sich gegen Ende des 18. Jahrhunderts der Glien-Löwenbergische Kreis heraus. Der Ort war ein Amtsvorwerk des Amtes Löhme Nach dem Wiener Kongress kam es im Königreich Preußen zu einer Kreisreform, in deren Folge der Glien-Löwenbergische Kreis am 1. April 1817 aufgelöst wurde. Die Gemeinde Perwenitz wurde somit Teil des Landkreises Osthavelland im preußischen Regierungsbezirk Potsdam. Bei einer Einwohnerzählung des Regierungsbezirks im Jahr 1841 hatte Perwenitz mit seinem Vorwerk 326 Einwohner, die Kirche des Ortes gehörte als Filialkirche zu Paaren.
Nach dem Ende des Zweiten Weltkriegs lag Perwenitz zunächst in der Sowjetischen Besatzungszone und wurde am 7. Oktober 1949 Teil der DDR, wo der Ort Teil des Landes Brandenburg war. Am 25. Juli 1952 wurde das Land Brandenburg sowie der Landkreis Osthavelland aufgelöst und die Gemeinde Perwenitz kam in den Kreis Nauen im Bezirk Potsdam. Nach der Wende wurde der Kreis Nauen in Landkreis Nauen umbenannt, dieser fusionierte im Zuge der Kreisreform im Dezember 1993 mit dem Landkreis Rathenow zum neuen Landkreis Havelland. Am 26. Oktober 2003 wurde Perwenitz nach Schönwalde-Glien eingemeindet.

### Bevölkerungsentwicklung
| Jahr      | 1875 | 1939 | 1981 | 1890 | 1946 | 1985 | 1910 | 1950 | 1989 | 1925 | 1964 | 1995 | 1933 | 1971 | 2002 |
| --------- | ---- | ---- | ---- | ---- | ---- | ---- | ---- | ---- | ---- | ---- | ---- | ---- | ---- | ---- | ---- |
| Einwohner | 479  | 472  | 467  | 535  | 663  | 481  | 502  | 780  | 442  | 485  | 527  | 424  | 493  | 556  | 483  |

- Einwohnerentwicklung in Perwenitz von 1875 bis 2002 Quelle:[4]

## Politik

### Wappen
| Wappen von Perwenitz | Blasonierung: „In Grün ein schräglinker, gestufter goldener Balken, gegengeschrägt belegt mit drei Kastanienblättern in verwechselten Farben.“ |
| Wappen von Perwenitz | Das Wappen wurde von Christian Gering aus Schönwalde-Dorf gestaltet und am 30. Oktober 2002 durch das Ministerium des Innern genehmigt.        |

### Flagge
Die Flagge wurde von Christian Gering aus Schönwalde-Dorf gestaltet und am 30. Oktober 2002 durch das Ministerium des Innern genehmigt.
Die Flagge ist Grün – Gelb (1:1) gestreift (Querform: Streifen waagerecht verlaufend, Längsform: Streifen senkrecht verlaufend) und mittig mit dem Wappen belegt.

## Sehenswürdigkeiten
Die Dorfkirche Perwenitz wurde ab 1838 in zweijähriger Bauzeit errichtet. Es handelt sich bei dem Gebäude um einen verputzten Saalbau mit quadratischem Westturm unter spitzem Helm. Das Langhaus ist mit großen Rundbogenfenstern versehen. Im Inneren der Kirche befindet sich eine flache Balkendecke mit ursprünglich bemalten Kassettenfeldern und eine dreiseitige Empore. Die Ausstattung der Kirche stammt aus der Bauzeit, darunter eine Orgel des Orgelbauers Gottlieb Heise aus dem Jahr 1841. Die Kirche befindet sich im nördlichen Teil von Perwenitz und steht unter Denkmalschutz.
Weitere Sehenswürdigkeiten sind das 1935 von Fritz Harney errichtete Gutshaus Perwenitz sowie der 1959 in Betrieb genommene Fernsehturm Perwenitz. Letzterer wurde für die DDR-weite Ausstrahlung des Deutschen Fernsehfunks benötigt.

## Wirtschaft und Infrastruktur
Perwenitz liegt an der Landesstraße 161 nach Vehlefanz. Zudem verläuft die Landesstraße 16 zwischen Börnicke und Berlin-Spandau durch die Gemarkung des Ortes, unmittelbar westlich von Perwenitz verläuft die Bundesautobahn 10. Die nächstgelegene Anschlussstelle Falkensee ist etwa fünf Kilometer entfernt.
Perwenitz lag an der Bahnstrecke Nauen–Velten.
Südlich von Perwenitz befindet sich ein kleines Gewerbegebiet, in dem unter anderem eine Produktionsstätte von Coca-Cola sowie des Fleischgroßhändlers Birkenhof ansässig sind. In Perwenitz gibt es eine Grundschule sowie eine Kindertagesstätte.

## Persönlichkeiten
- Werner Wolter (* 1926), Politiker (DBD), LPG-Vorsitzender